# ウルリケ・マインホフ

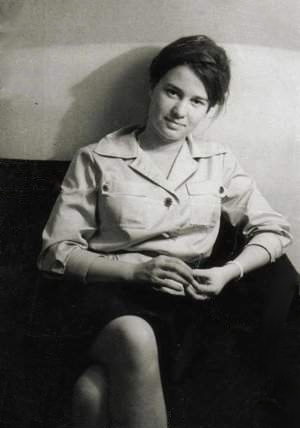
ウルリケ・マインホフ

ウルリケ・マリー・マインホフ（Ulrike Marie Meinhof、1934年10月7日 - 1976年5月9日）は、西ドイツのテロリスト、ジャーナリスト。ドイツ赤軍の創設者、指導者の一人。1960年代末から70年代初頭にかけてドイツ全土で、銀行強盗、誘拐、爆破テロを行ない、逮捕後、裁判中に獄死した。

## プロフィール

### ジャーナリスト
オルデンブルク出身。父母ともに美術史研究家であった。父がイェーナ市の図書館に務めることになり、同市へ両親と姉ととも引っ越す。1940年に父が病死したため、生活のため下宿人として母親の友人で社会主義者の女性大学教授と同居を始める。1945年からイェーナがソ連占領地域になったため同居女性とともに一家はオルデンブルクに移転する。1949年に教師として働いていた母も癌で亡くし、その同居女性がマインホフと姉の後見人となる。マールブルク大学、次いでミュンスター大学に学び、核兵器反対運動等で学生闘士として注目される。1959年にはドイツ共産党に加わる。
ピルや中絶などを取り扱う左翼的な雑誌「コンクレート」誌の記者となり、彼女の記事は評判となった。1962年～1964年には編集長を務めた。このころ、映画監督であるミヒャエル・ハネケと知り合っており、ハネケはウルリケ・マインホフのことを「とても好感が持て、温かい心を持った、政治に積極的に参加していて、そのうえユーモアに富んだ人間だった」と評している。
1961年、同誌の発行人クラウス・レールと結婚、翌年二児（女児の双子）をもうけたが、1967年に離婚。夫が養育権を得た。のちに、マインホフは、シンパに依頼し、1970年5月、娘たちを夫の元から奪い、フランスを経て、イタリアのエトナ山のふもとのヒッピー・コミューンにまず預け、そこからヨルダンのパレスチナ解放人民戦線のキャンプに合流させようとしたが、9月に2児はイタリアで国際刑事警察機構に保護された。

### テロリスト
ルディ・ドゥチュケの暗殺未遂事件や右翼を扇動したメディア王アクセル・シュプリンガーについての記事を書いたころから思想が過激化し、1970年にアンドレアス・バーダー、グドルン・エンスリンが率いる極左地下組織に参加、「バーダー・マインホフ・グルッペ」（後にドイツ赤軍と改称）を編成しテロリストになった。バーダー・マインホフ・グルッペ（ドイツ語でグループの意）は、リーダーのバーダーとウルリケ・マインホフの苗字を合わせた名称だが、日本の赤軍派に触発されて1970年6月からドイツ語で「ドイツ赤軍」を意味するRAFを名乗るようになった。マインホフは1970年にバーダーの脱獄を助けたのち、ヨルダンのパレスチナ解放人民戦線のキャンプにて訓練を受ける傍ら、RAFの理論的・思想的支柱として活動する。RAFは反帝国主義のスローガンのもと、1970～1972年にかけて数多くの銀行強盗や爆弾テロ事件を引き起こした。1972年に仲間とともに逮捕され、シュトゥットガルトのシュタムハイム刑務所に収監される。1975年5月から、マインホフ、バーダー、エンスリン、ジャンカール・ラスペのRAF幹部4人の裁判が始まったが、マインホフは1976年に獄中で死亡し、首吊り自殺と発表された。幹部の逮捕でRAFは一時弱体化したが、残党による奪還テロが激化する中、マインホフ以外の3人も判決後全員獄中死し、同じく自殺と発表された。1976年5月16日に西ベルリンの聖三位一体教会に埋葬された際には4000人以上のシンパがつめかけ、安全面への配慮から、二人の娘は自宅に留め置かれた。
マインホフの脳はホルマリン漬けにされて26年間も保存されていたが、2002年に娘が返還を求め、遺体とともに埋葬された。

### マインホフを巡る議論
マインホフに関してはその死因を『権力による処刑』と主張するシンパ側の主張がある。他に、冷静なジャーナリストがなぜ凶悪なテロリスト集団のリーダーとなったのか、という議論に関して、双子の妊娠後に発覚した脳腫瘍とその手術の結果、脳に傷がついてしまい、そのことが原因で性格が変わってしまった、と元夫と娘のベッティナ・レールは主張している。一方、手術を担当した医師はマインホフがテロリストとなる前に発表した論文でマインホフを匿名で紹介した上で、「完璧な手術だった」としている。

## 派生作品
- 絵画“October 18, 1977”（ゲルハルト・リヒター） - マインホフを含むRAFの主要メンバー4人の獄中死をテーマにしたフォト・ペインティング15枚の連作[8][9]。
- 戯曲『ウルリーケ・マリア・スチュアート』（Ulrike Maria Stuart、エルフリーデ・イェリネク、2006年）- ウルリケとグドルン・エンスリンとの関係をメアリー・スチュアートとエリザベス1世の関係になぞらえて描いた戯曲。
- 映画『バーダー・マインホフ/理想の果てに』（2008年、ウーリ・エーデル監督　ベアント・アイヒンガー脚本・製作）
- 映画『革命の子どもたち』（2010年、シェーン・オサリバン（英語版）監督） - マインホフの娘ベティーナ・ロール（英語版）と、日本赤軍の重信房子の娘重信メイの視点から2人の女性革命家の素顔と母親としての姿を描いたドキュメンタリー映画。